# دیک رندل
دیک رندل (انگلیسی: Dick Randall؛ ‏ ۳ مارس ۱۹۲۶ – ۱۴ مهٔ ۱۹۹۶) تهیه‌کننده فیلم، نویسنده، بازیگر و دستیار کارگردان اهل ایالات متحده آمریکا بود.
از فیلم‌هایی که وی در آن‌ها نقش داشته است، می‌توان به مکان قرار ملاقات و چهار مرتبه آن شب اشاره نمود.